# Magnoliidae
Subclasa Magnoliidae face parte alături de subclasele  Hamamelidae, Caryophyllidae, Rosidae, Dilleniidae, Asteridae, din clasa Magnoliatae.
În Subclasa Magnoliidae au fost introduse cele mai primitive Angiosperme. Caracteristicile plantelor care au fost cuprinse în această subclasă sunt:
- un număr mare de elemente florale polimerie;
- receptacul convex;
- simetrie actinomorfă;

În interiorul subclasei se constată că cele mai primitive forme sunt forme lemnoase, iar cele mai evoluate sunt plante erbacee.
Astfel prezentate în ordine filogenetică, Ordinul Magnoliales, cuprinde plante predominant lemnoase, dar și erbcee, Ordinul Piperales, are plante erbacee, liane, arbuști și arbori, Ordinul Ranunculales, cu familii de plante predominant erbacee, Ordinul Papaverales, ce cuprinde plante erbacee, arbuști și rar arbori.